# Lipoptena
Lipoptena är ett släkte av tvåvingar som beskrevs av Christian Ludwig Nitzsch 1818. Lipoptena ingår i familjen lusflugor.

## Dottertaxa tillLipoptena, i alfabetisk ordning[1][2]
- Lipoptena annalizeae
- Lipoptena arianae
- Lipoptena axis
- Lipoptena binocula
- Lipoptena capreoli
- Lipoptena cerviXXXXXXXXXXXXXXXX Hjortfluga
- Lipoptena chalcomelaena
- Lipoptena couturieri
- Lipoptena depressa
- Lipoptena doszhanovi
- Lipoptena efovea
- Lipoptena fortisetosa
- Lipoptena grahami
- Lipoptena guimaraesi
- Lipoptena hopkinsi
- Lipoptena iniqua
- Lipoptena japonica
- Lipoptena mazamae
- Lipoptena nirvana
- Lipoptena pacifica
- Lipoptena paradoxa
- Lipoptena pauciseta
- Lipoptena pteropi
- Lipoptena pudui
- Lipoptena rusaecola
- Lipoptena saepes
- Lipoptena saltatrix
- Lipoptena sepiacea
- Lipoptena sigma
- Lipoptena sikae
- Lipoptena timida
- Lipoptena weidneri

## Bildgalleri

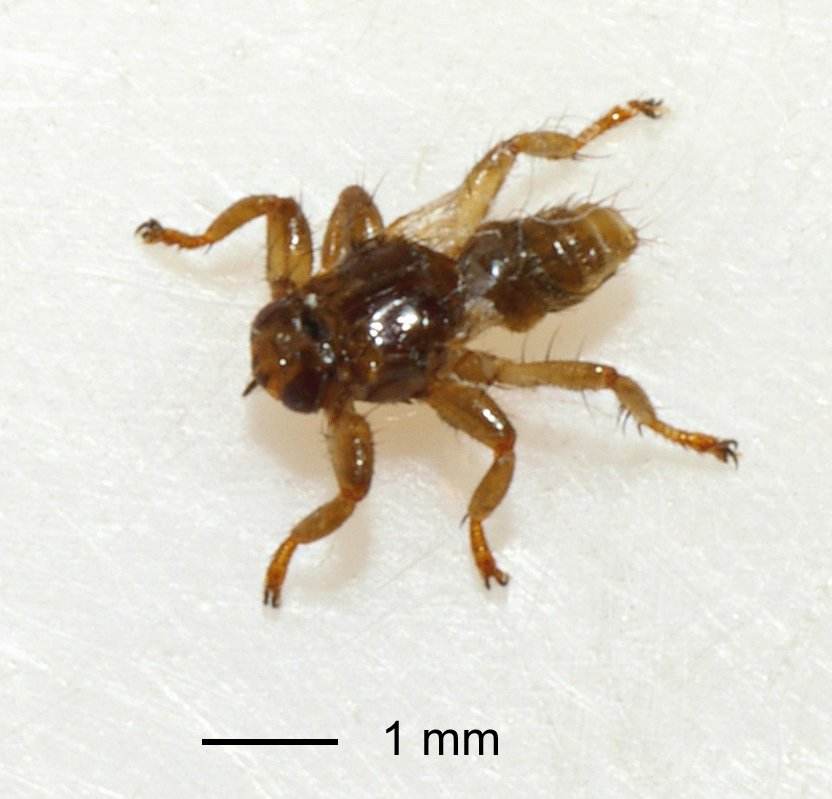
Hjortfluga Lipoptena cervi